# Edward Russell (3e comte de Bedford)
Pour les articles homonymes, voir Edward Russell.
Edward Russell, 3e comte de Bedford (20 décembre 1572-3 mai 1627) est un aristocrate et homme politique anglais.

## Biographie
Il est le fils de Francis Russell, Lord Russell et son épouse, Eleanor Forster. Il est le petit-fils de Francis Russell (2e comte de Bedford). Ses grands-parents maternels sont John Forster de Bamburgh et Jane Radcliffe.
Il épouse Lucy Harington (en), fille de John Harington (1er baron Harington d'Exton), le 12 décembre 1594, qui lui apporte 10 000 $ de dot et le domaine de Minster Lovell.
En 1601, il est impliqué dans l'insurrection du comte d'Essex, est condamné à une amende de £10 000 et est brièvement emprisonné. Il occupe le poste de Custos Rotulorum de Devon entre 1596 et 1619.
Il est mort en 1627, âgés de 54 ans à Moor Park, dans le Hertfordshire, en Angleterre, sans héritier survivant. Il est enterré le 11 mai 1627 dans la chapelle Bedford de l'église Saint-Michel, Chenies, Buckinghamshire et ses titres passent à son cousin, Francis Russell.